# Lê Hoàn
Lê Hoàn (tempelnamn Lê Đại Hành) född 941, död 1005, var den första kungen och grundaren av Tidigare Le-dynastin. 
När Đinh Bộ Lĩnh mördades tillträdde hans blott sexårige son som kung under sin mor Dương Vân Ngas regentskap. Kejsaren av den kinesiska Songdynastin såg detta som ett utmärkt tillfälle att invadera landet. Lê Hoàn var överbefälhavare för landet och inom armén förespråkade officerarna att Lê Hoàn själv skulle ta över vilket också skedde 980 med änkekejsarinnans stöd. I kriget som följde lyckades kineserna vinna till sjöss men blev besegrade på land. Resultatet blev att Lê Hoàn valde att betala tribut till Kina. Han gifte sig sedan med änkekejsarinnan Dương Vân Nga.
Efter att kriget med Kina var avslutat uppstod en konflikt med Champariket. En vietnamesisk ambassadör blev kvarhållen och detta ledde fram till krig som resulterade i att Champas huvudstad Indrapura brändes.
Lê Hoàn dog 65 år gammal och efterträddes av sin son Lê Long Việt 1005.